# Lê Hồng Vinh
Lê Hồng Vinh (sinh năm 1974) là chính trị gia nước Cộng hòa xã hội chủ nghĩa Việt Nam. Ông hiện là Chủ Tịch UBND Tỉnh Nghệ An phó Bí thư Tỉnh ủy Nghệ An, phó Trưởng Ban Chỉ đạo phòng, chống tham nhũng, tiêu cực tỉnh.

## Tiểu sử
Chủ tịch UBND tỉnh Nghệ An Lê Hồng Vinh (SN 1974), quê quán ở xã Lưu Sơn, huyện Đô Lương (Nghệ An). Trình độ chuyên môn Thạc sỹ, chuyên ngành Quản lý khoa học công nghệ; Cao cấp Lý luận chính trị.
Ông Lê Hồng Vinh từng đảm nhận các chức vụ: Bí thư Huyện ủy Anh Sơn (Nghệ An); Ủy viên Ban Thường vụ Tỉnh ủy, Chủ nhiệm Ủy ban Kiểm tra Tỉnh ủy, Trưởng Ban kinh tế - Ngân sách HĐND tỉnh Nghệ An; Ủy viên Ban Thường vụ Tỉnh ủy, Phó Chủ tịch Thường trực UBND tỉnh.
Ngày 31/12/2024, Ban Bí thư Trung ương Đảng có quyết định về việc chuẩn y ông Lê Hồng Vinh, Ủy viên Ban Thường vụ Tỉnh ủy, Phó Chủ tịch Thường trực UBND tỉnh giữ chức Phó Bí thư Tỉnh ủy Nghệ An, nhiệm kỳ 2020-2025.